# Ólöf Arnalds

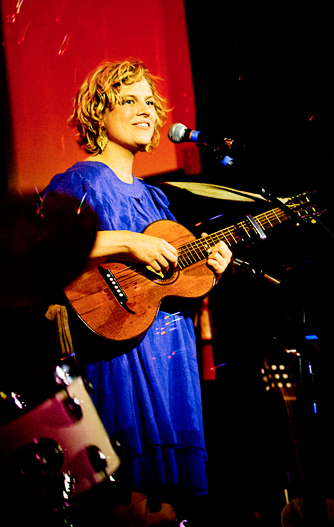
Ólöf Arnalds

Ólöf Arnalds (* 4. Januar 1980 in Reykjavík, Island) ist eine isländische Folk- und Indie-Musikerin.

## Leben
Von 2002 bis 2006 studierte sie Komposition und neue Medien an der Kunstakademie Islands.
Nachdem Ólöf Arnalds mit einer Reihe isländischer Bands zusammengearbeitet hatte, war es schließlich die Band múm, die sie unterstützte, ein eigenes Album herauszubringen. Við Og Við erschien 2007 beim Plattenlabel 12 Tónar und erhielt auf Anhieb gute Kritiken.
Ólöf Arnalds ist die Cousine des Musikers Ólafur Arnalds.

## Diskografie

### Alben
- Palme (One Little Independent, 2014)
- Sudden Elevation (One Little Independent, 2013)
- Ólöf Sings (One Little Independent, 2012)
- Innundir Skinni (One Little Independent, 2010)
- Við Og Við (12 Tónar, 2007)

### Singles
- Patience (2014)
- A Little Grim (2013)
- Surrender (2011)
- Crazy Car (2010)
- Innundir Skinni (2010)

### Download
- Af Stað (One Little Independent)